# Эби, Кристоф Теодор
Кристоф Теодор Эби (нем. Christoph Theodor Aeby, 1835—1885) — швейцарский анатом, гистолог и антрополог; доктор медицины.

## Биография
Кристоф Теодор Эби родился 25 февраля 1835 года в городе Фальсбуре во французском департаменте Мозель региона Лотарингия. С 1853 по 1858 год изучал медицину в Университете Базеля и Гёттингенском университете.

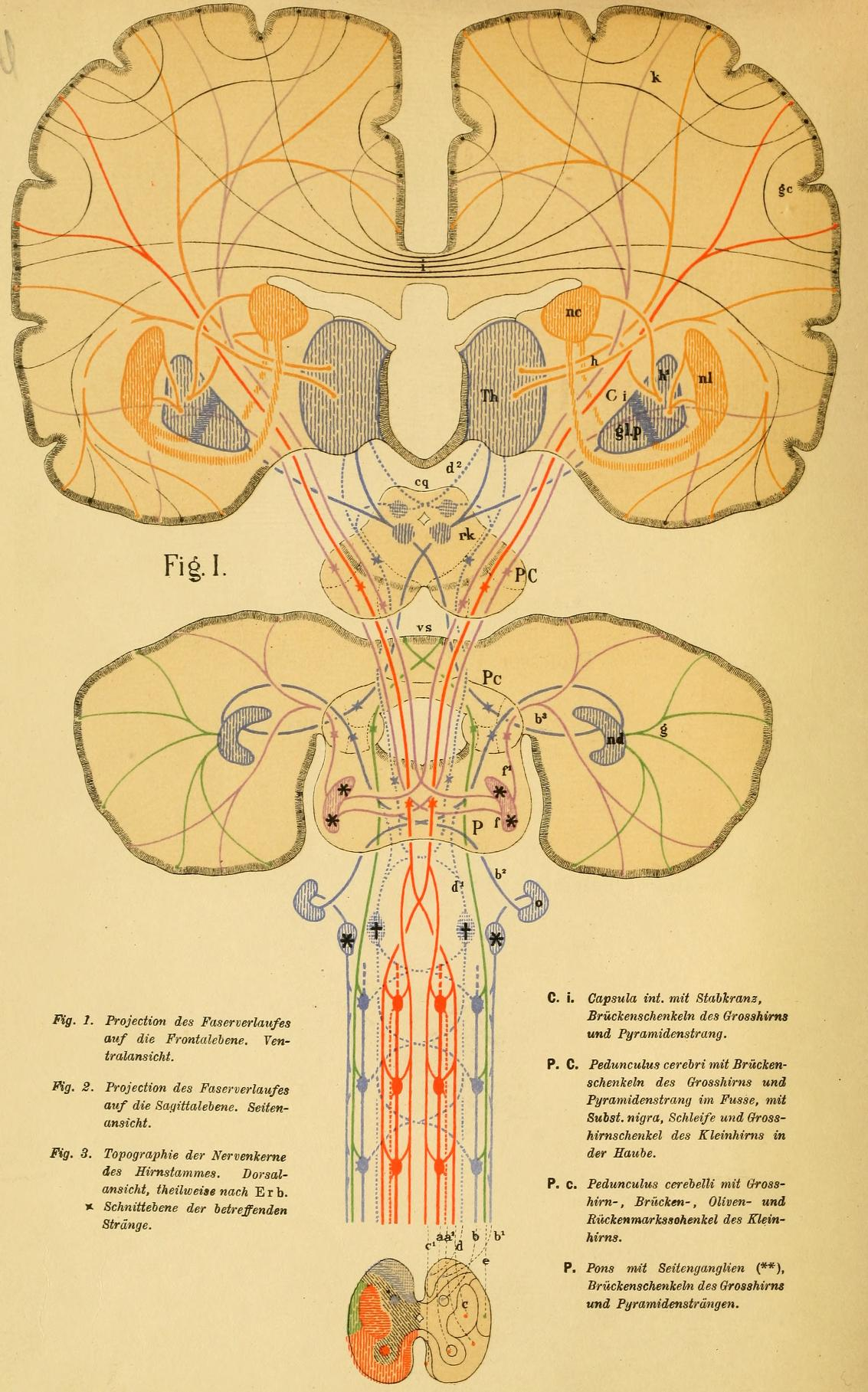
Страница из монографии Эби (1884)

В 1858 году был удостоен степени доктора медицины и назначен сперва приват-доцентом, затем прозектором, а в 1863 году экстраординарным профессором.
В этом же 1863 году Кристоф Теодор Эби был приглашён ординарным профессором анатомии в Бернский университет, а в 1884 году в Университет Праги, где стал преемником Карла Тольда.
Весьма многочисленные научные труды Эби касаются всех областей анатомии и гистологии, преимущественно же сравнительной и микроскопической анатомии сочленений, остеологии и строения органов чувств.
Среди изданных Эби научных работ наиболее известны следующие труды «Eine neue Methode zur Bestimmung der Schädelform von Menschen und Säugethieren» (Брауншвейг, 1863); «Die glatten Muskelfasern in den Eierstöcken der Wirbelthiere» («Reichert’s etc. Arch. f. Anat.», 1861); «Der Bau des menschlichen Körpers, mit besonderer Rücksicht auf seine morphologische und physiologische Bedeutung» (Лпц., 1871); «Beiträge zur Kenntnis der Grelenke» («Deutsche Zeitschrift f. Chirurgie», 1876); «Das histologische Verhalten fossilen Knochen- und Zahngewebes» («Arch. f. micr. Anat.», 1878); «Der Bronchialbaum der Säaugethiere und des Menschen etc.» (Лейпциг, 1880).
Кристоф Теодор Эби умер 7 июля 1885 года в чешском городке Билина.
Помимо научной деятельности Эби увлекался альпинизмом.